# Horváth Bálint (építész, várospolitikus)
Horváth Bálint (Budapest, 1982. szeptember 18. –) építész és várospolitikus. Az A3 Építésziroda  egyik alapító-vezetője. Martonvásáron 2010 és 2014 között önkormányzati képviselő, megbízott főépítész, kabinetvezető, 2014-től a kisváros alpolgármestere, a Fejér Megyei Önkormányzat képviselője.

## Fiatalkor, család, tanulmányok
Rövid drezdai és budapesti kitérőt leszámítva születése óta Martonvásáron él. Édesapja Horváth Ottó építész, Martonvásár első szabadon választott polgármestere, a kisváros posztumusz díszpolgára. Édesanyja Horváthné Dr. Porvay Judit ügyvéd, Martonvásár díszpolgára, anyai nagyapja Porvay László, az MTA Kísérleti Gazdaságának egykori főkönyvelője, Martonvásárért díjas. Egy testvére van, Judit.
Általános iskolába szülővárosában járt, középiskolai tanulmányait a német két tanítási nyelvű Schulek Frigyes Szakgimnáziumban végezte. Ezt követően a BME Építészmérnöki Karán diplomázott. Ösztöndíjjal a Technische Universitat Dresden hallgatója is volt.
Fiatal korában meghatározóak voltak számára a helyi közösségek: rajzcsoportba járt Sütő Petre Rozália művésznőhöz, kézilabdázott a helyi egyesületben, cserkészvezető volt a helyi csapatban, zenélt a Martonvásári Fúvószenekarban és majd 25 évig néptáncolt, a Százszorszép Táncegyüttes legsikeresebb másfél évtizedének aktív mozgatója volt. Első házasságából 2016-ban született Júlia Blanka nevű gyermeke. Felesége Vészics Anna. Gyermekük, Johanna 2022-ben született.

## Építészet
Glück Endre, Horváth Bálint és Kovács Zoltán ("a három építész") középiskolai osztálytársakként, az egyetemet együtt végezve, több építészirodában megtapasztalt közös munka után 2008-ban alapították meg az A3 Építészirodát. Az építészeti generáltervezéssel foglalkozó vállalkozás keretein belül egy jelentősen kibővült szakembergárdával többek között középületeket, egészségügyi és oktatási létesítményeket, sportcsarnokokat, iroda- és lakóházakat, ipari csarnokokat terveznek. 
2020-ban Horváth Bálint elnyerte a Fejér Megyei Építészkamara Molnár Tibor díját.
Jelentősebb munkáik:
- Református templom rekonstrukciója, Kápolnásnyék
- Szlovák Ház, Pilisszentkereszt
- Városi Sportcsarnok, Monor
- Sportcsarnok, Tiszakécske
- Koch Róbert Kórház, Légzés-rehabilitációs Központ, Edelény
- Vásárcsarnok, Edelény
- Városi piac, Baja
- Aqauliget lakópark társasházak (90 lakás), Budapest
- Állatorvostudományi Egyetem - “Lábasházak” rekonstrukciója
- Lajtha Ház Kulturális Központ, Bicske
- Pannónia Szíve Sport- és Kulturális Központ (Sportcsarnok), Bicske
- Experidance Experience Center koncepciója, Budapest
- Logisztikai Központ (23.000 m2), Budaörs
- Energy Irodaház és Hotel, Paks
- Duna Aszfalt Kft. telephelye, Tiszakécske
- Passzív ikerház, Harsánylejtő, Budapest
- Számos családi ház és többlakásos épület
- Logisztikai épületek, telephelyek, ipari csarnokok.

## Közélet és városfejlesztés (2010-2024)
2010-ben, 2014-ben és 2019-ben is egy helyi egyesület (a Martonvásári Polgári Összefogás Egyesület és jogelődje) és a FIDESZ-KDNP színeiben választották meg helyi képviselőnek. 2010 és 2014 között kabinetvezetői és megbízott főépítészi feladatokat is ellátott, de munkájának középpontjában már ekkor is a városfejlesztés és a közösségépítés állt. 2014-től alpolgármester és a megyei közgyűlés tagja.
2013-14-ben a tervei szerint és lebonyolításában felépült Martonvásár kulturális központja (Brunszvik-Beethoven Kulturális Központ), az Óvodamúzeum új épülete (tervezőtárs: Lukács Péter) és létrejött a kisváros főtere (tervezőtárs: Krain-Bondor Adrienn). Ebben az időszakban újult meg a városháza és a járási hivatal, épült fel a Segítő Szolgálat, bővült a Brunszvik Teréz Óvoda, utak és sétányok létesültek. 
A Polgármesteri Hivatalon belül felépítette a Városmenedzsment szervezetet, mely a projektekért, pályázatokért, település-rendezésért, településképi feladatokért, befektetés-ösztönzésért és kezdetben a kommunikációért felelt, ezzel jött létre a városfejlesztés intézményesített formája Martonvásáron.
2015-16-ban, a korábban Békés Ádámmal közösen megtervezett Sportcsarnok, majd az édesapja nevét viselő Horváth Ottó Sportközpont is megépült. Ezek létrehozásában Horváth Bálint mellett Tóth Balázs önkormányzati cégvezető vállalt kulcsszerepet.
2017-2020 között nyílt lehetőség az MTA-val és a helyi kutatóközponttal, mint a kastélypark tulajdonos-kezelőjével való szorosabb önkormányzati együttműködésre. Ez tette lehetővé, hogy létrejöjjön az új látogatóközpont (Agroverzum), megújuljon az előkert (Brunszvik-kert), elkészüljenek a tervei egy új kutatóépületnek (Agrár-innovációs Centrum), megépüljön a Brunszvik-Dreher-sétány és nagyméretű állami ipari terület jöjjön létre Martonvásáron. Horváth Bálint minden felsorolt projektben a városfejlesztési szakmai támogatásért felelt, skicceket, koncepciókat, ajánlásokat készített, projekteket koordinált.
Ebben az időszakban irányításával a belváros zöld szemléletű komplex megújítása is megtörtént: játszótér, Ifipark, szolgáltatóház létesült, közterületi rekonstrukció (Beethoven út és piactér pavilonnal), légkábel-mentesítés valósult meg, új iskolaszárny és rengeteg út épült.
Dr. Szabó Tibor polgármesterrel és másokkal közösen végzett munkája eredményeként 2020-ra Martonvásár egy "szürke faluból" 10 év alatt kisvárossá alakult át. 
A martonvásári születésű Tessely Zoltán (FIDESZ-KDNP) országgyűlési képviselő, Horváth Bálint gyermekkori néptáncoktatója, később barátja, a térség fejlesztéséért felelős miniszterelnöki biztos elkötelezetten támogatta a megvalósult fejlesztéseket, helyi terveket.
A "Martonvásár-párti" Horváth Bálint kijelentette, hogy elsősorban építésznek, valamint város- és közösség-fejlesztési szakembernek tartja magát, a politikára szövetségesként tekint.
Idézet Horváth Bálint Facebook oldalára írt olvasói kommentből: "Martonvásár újragondolása, feltámasztása történelmi léptékű."
Horváth Bálint a 2010 és 2020  (2024) közötti időszakban a Martonvásáron végbement fejlesztések - melyek átformálták a települést-, szervezője, tervezője, irányítója. Felelősségi területe a beruházások, az önkormányzati költségvetési tervezés, a projektek tervezése-szervezése, városrendezés, befektetés-ösztönzés, online kommunikáció és az önkormányzati munka összefogása voltak. Jelenleg is ebben a feladatkörben dolgozik alpolgármesterként.